# Гуци Драганички
Гуци Драганички су насељено место у саставу града Јастребарског у Загребачкој жупанији, Хрватска. До територијалне реорганизације у Хрватској налазили су се у саставу бивше велике општине Јастребарско.

## Становништво
На попису становништва 2011. године, Гуци Драганички су имали 302 становника.

## Попис1991.
На попису становништва 1991. године, насељено место Гуци Драганички је имало 564 становника, следећег националног састава:
| Попис 1991.‍  | Попис 1991.‍  | Попис 1991.‍ | Попис 1991.‍ | Попис 1991.‍ |
| ------------ | ------------ | ----------- | ----------- | ----------- |
|              |              |             |             |             |
| Хрвати       | Хрвати       |             | 555         | 98,40%      |
| Македонци    | Македонци    |             | 2           | 0,35%       |
| Срби         | Срби         |             | 2           | 0,35%       |
| Словенци     | Словенци     |             | 1           | 0,17%       |
| неопредељени | неопредељени |             | 2           | 0,35%       |
| непознато    | непознато    |             | 2           | 0,35%       |
| укупно: 564  |              |             |             |             |